# Muzeul cinematografiei române
Muzeul cinematografiei române este un film românesc din 1975 regizat de Alexandru Gașpar.